# Almirante Cervera (1928)
El Almirante Cervera fue un crucero ligero líder de su clase (cruceros clase Cervera), perteneciente a la Armada española. Llevaba el nombre del almirante español Pascual Cervera y Topete, marino que participó en la Guerra hispano-estadounidense.

## Características
Autorizado por la llamada Ley Miranda de 17 de febrero de 1915 (D.O. núm. 39, del 18 de febrero). El buque tenía 172,62 m de eslora, 16,61 m de manga y 5,03 m de calado. Equipado con un armamento principal de 6 cañones de 152 mm montados en torres dobles y con una tripulación de 566 marinos, el Almirante Cervera pertenecía a la misma clase que otros dos buques de la Armada española de su tiempo, el Príncipe Alfonso (renombrado posteriormente Libertad, y tras la Guerra Civil, Galicia) y el Miguel de Cervantes.

## Historial de servicio
Fue botado en Ferrol el 16 de octubre de 1925 amadrinado por la esposa del almirante Emiliano Enríquez. Comenzó sus pruebas de mar oficiales el 24 de mayo de 1928, tras lo cual fue entregado a la Marina de Guerra Española el 15 de septiembre de ese mismo año.

### Maniobras y funciones de embajador
En noviembre de 1928, participó en las maniobras navales celebradas en aguas de las Islas Baleares, en las que estuvo a bordo y desde el que pasó revista a la escuadra el Rey Alfonso XIII. El 13 de abril de 1929, realizó una visita a Lisboa, en la que su comandante fue recibido por el presidente de la República, para visitar posteriormente el crucero el 18 de abril.
El 16 de mayo de 1929, arribó al puerto de La Habana, Cuba, hasta donde transportó a la delegación española, encabezada por el ministro de Marina, almirante Mateo García de los Reyes, que debía asistir a los actos de la toma de posesión del Presidente de la República, el general Gerardo Machado. Mientras efectuaba su entrada en puerto, uno de sus tripulantes, Cipriano Sebastián, cayó al agua y no pudo ser encontrado. La lonja de comercio de La Habana, donó 100 pesos a su familia. El crucero partió de retorno a España el 26 de mayo de 1929.

### Segúnda República
Cuando se proclamó la Segunda República Española, su comandante era Francisco Bastarreche; aunque al poco tiempo pasó al destructor Alcalá Galiano.
En octubre de 1934 tuvo ocasión de participar en el bombardeo de algunos núcleos costeros durante la insurrección de Asturias, junto al acorazado Jaime I.
A principios de 1936 participó en un ejercicio de artillería con fuego real junto con el acorazado Jaime I y los cruceros Libertad y Miguel de Cervantes, en el que se hundió como buque objetivo el antiguo crucero no protegido Conde de Venadito.

### Guerra Civil
En julio de 1936, al inicio de la Guerra Civil, el Almirante Cervera estaba en dique seco en Ferrol, lo que le impidió tomar parte en las primeras operaciones junto con sus gemelos pero quedó en poder de la marinería que permaneció fiel al gobierno de la República. El día 21 fue asaltado por oficiales y marinos que se alinearon con los sublevados, lo que lo dejó en manos del bando sublevado. Estaba al mando del capitán de navío Juan Sandalio Sánchez Ferragut, quien fue fusilado por los franquistas. El buque fue apodado "El Chulo del Cantábrico", dada la impunidad con que minaba puertos y cañoneaba poblaciones costeras, como Gijón, Santander o la base de submarinos republicanos en Portugalete.
Fue enviado a Gijón con la orden de ayudar a las tropas que se encontraban sitiadas en el asalto al Cuartel de Simancas. Después formó una fuerza de tarea con el acorazado España y el destructor Velasco para bombardear y bloquear –en la medida de sus posibilidades– la costa del Cantábrico. El 9 de agosto de 1936 atacó al yate británico Blue Shadow, que procedente de Bilbao transportaba a súbditos británicos. El yate se dirigía a Gijón para hacer una escala, en el mismo momento en el que los cañones del Cervera bombardeaban el puerto. El comandante del crucero aparentemente confundió al Blue Shadow –cuyo casco pertenecía a una lancha antisubmarina de la Primera Guerra Mundial– con una nave gubernamental, por lo cual ordenó abrir fuego contra la embarcación, matando al capitán y propietario del yate, el británico Rupert Saville, e hiriendo a su mujer y otros dos tripulantes. Los supervivientes fueron rescatados por el destructor británico HMS Comet, que se encontraba fondeado en el puerto de El Musel.
Luego se dirigió a apoyar el bloqueo del estrecho de Gibraltar, donde participó el 29 de septiembre en la batalla del cabo Espartel. Se enfrentó allí al destructor republicano Gravina, disparando 292 proyectiles de 152 mm y alcanzándolo con solo dos de ellos. La mala puntería del crucero permitió al Gravina ponerse a salvo, huyendo averiado y consiguiendo refugiarse en Casablanca. A primeros de octubre, echó a pique frente a Málaga a los guardacostas Uad Lucus y Uad Muluya.

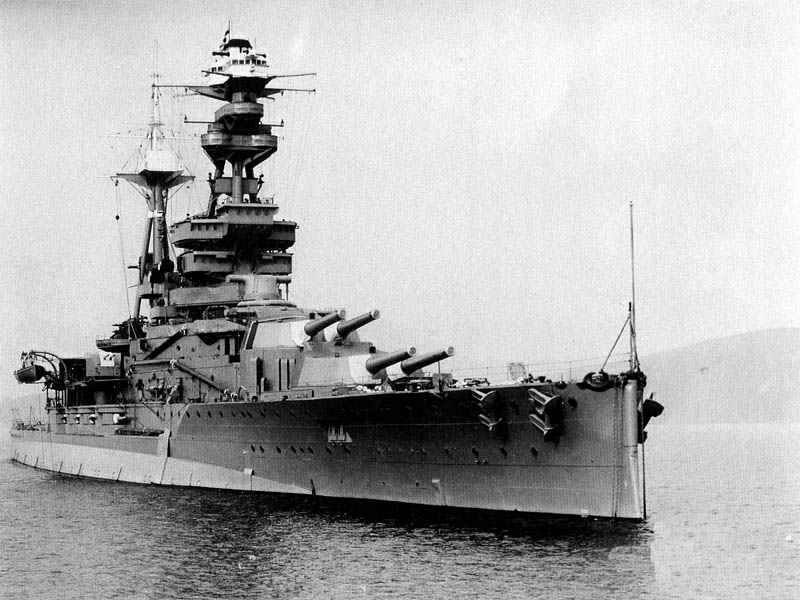
HMS Royal Oak, uno de los acorazados británicos que defendieron el tráfico neutral en el Mar Cantábrico durante la Guerra Civil.

En enero de 1937 participó junto con el bou armado Galerna en la persecución y posterior hundimiento del mercante de bandera panameña Andra que llevaba diversos cargamentos y burlaba el bloqueo que la flota franquista había impuesto en el Cantábrico. A la segunda andanada de sus cañones dio en blanco y el barco fue capturado y posteriormente hundido por el Galerna ante la imposibilidad de remolcarlo.
A partir de este incidente se dedicó a buscar y capturar barcos mercantes de distintas banderas que intentaban violar el bloqueo marítimo impuesto por el bando franquista desde el 6 de abril de 1937. Ese mismo día intenta detener al mercante británico Thorpehall que, apoyado por otros tres destructores ingleses, logra evadirse y llegar a Bilbao. Otro tanto sucedió cuando meses después detuvo al mercante británico Gordonia, pero el 14 de julio consiguió capturar al carguero de la misma nacionalidad Molton frente a Santander, pese a la oposición del acorazado británico HMS Royal Oak. En enero de 1937 participó en el bombardeo de Málaga. En febrero de 1937, participa junto con los cruceros Canarias y Baleares en la batalla de Málaga. Bombardea a mujeres, niños, ancianos y enfermos que huían del cerco de la ciudad por la carretera costera de Málaga a Almería en el triste episodio que se conocerá como "La Desbandá" o la Masacre de la carretera Málaga-Almería. Se calcula que, junto con el resto de unidades causó entre 3000 y 5000 víctimas civiles.
Durante el año 1937, hundió a dos unidades republicanas que eran usadas como guardacostas y también un mercante de tabacalera. Asimismo derribó a un avión trimotor que intentó atacarlo. Participó además en el apresamiento del transporte Marqués de Comillas.
El 17 de febrero de 1938 zarpó desde Palma de Mallorca con los cruceros Canarias y Baleares, con los que participó en el bombardeo de la ciudad de Valencia. El 22 de febrero de 1938 fue atacado por la aviación republicana: en primer lugar escuadrillas de aviones biplanos Polikarpov RZ Natachas del Grupo 30, que fueron burlados por el abundante fuego antiaéreo disparado por las unidades franquistas, luego una segunda oleada de Tupolev SB Katiuska, también del Grupo 30; una bomba de 50 kg cayó en la chimenea de popa sin explotar, aunque dañó las máquinas y causó 25 heridos con la metralla. Según otros informes además de esa bomba recibió otra en plena cubierta que mató a 17 marineros. El Almirante Cervera tomó rumbo a Palma de nuevo.
El 6 de marzo se encontraba escoltando al Baleares y participó en la Batalla del Cabo de Palos, colaborando luego en las labores de rescate de los marineros del Baleares.

### Postguerra
El 13 de julio de 1939, traslada al conde Ciano, ministro de asuntos exteriores de Italia en visita oficial, desde San Sebastián hasta Santander, y el trayecto inverso al día siguiente. Trasladó a Francisco Franco, en viaje oficial desde San Sebastián hasta Santander, el 10 de septiembre de 1941 y desde el mismo punto de partida a Bilbao el 11 de septiembre.
En julio de 1963, trasladó desde La Valetta, Malta, la reliquia del brazo del apóstol San Pablo con destino a Tarragona, para la conmemoración de la llegada del apóstol a la península.
Fue dado de baja el 31 de agosto de 1965 y vendido para desguace el 29 de septiembre de 1966.

### Buques de la clase
- Príncipe Alfonso
- Miguel de Cervantes (1930)

### Listas relacionadas
- Anexo:Lista de cruceros españoles